# トヨタ・TS050 HYBRID
トヨタ・TS050 HYBRID (Toyota TS050 HYBRID) は、トヨタ自動車（トヨタ・モータースポーツ）が2016年のFIA 世界耐久選手権 (WEC) 参戦用に開発したプロトタイプ。トヨタ・TS040 HYBRIDの後継モデルにあたる。
トヨタのル・マン24時間レース初参戦から33年目にして初のル・マン総合優勝車であり、日本車としてもマツダ・787B以来の優勝車となった。

## 概要
トヨタは2014年にTS040を投入してWECのチャンピオンに輝いたが、2015年は資金を大量投入したポルシェ・アウディの競争レベルから取り残されたため、2016年に向けて開発計画の見直しを迫られた。2015年の第3戦ル・マン24時間レースの頃には新車開発を決断し、約10カ月という短い期間でTS050を開発した。
前後輪にモーター・ジェネレーター・ユニット (MGU) を搭載する四輪ハイブリッド方式は変わらないが、パワートレイン関連は一新された。燃料流量と燃料の総エネルギー量が約7.5パーセント削減される新レギュレーションに対応し、エンジンは3,700 ccのV8自然吸気 (NA) から、2,400 ccのV6直噴ツインターボへ変更された。このエンジンはトヨタの東富士研究所で開発され、F1のパワーユニット同様副燃焼室（プレチャンバー）技術が採用されている。蓄電装置は充放電のレスポンスに優れるスーパーキャパシタから、蓄電容量の大きいハイパワー型リチウムイオン電池に変更され、ル・マン1周あたりのエネルギー放出量では4段階のうち最大の8メガジュール (MJ) を選択。本来、これらの技術は2017年以降に順次投入される予定だった。
トヨタは2015年より「TOYOTA GAZOO Racing」の統一ブランドでモータースポーツに参戦することを発表していたため、カラーリングもTS030以来の白×青パターンに代わり、GAZOO Racingの白×赤×黒パターンにイメージチェンジした。
トヨタは2016年の目標をル・マン24時間レースの初制覇に設定。開発リーダーの村田久武は「絶対に今年のルマンで優勝することを目標に開発しました。我々はルマンのコースレイアウトに集中して、それに特化して開発してきました。」と語っている。

## レース活動

### 2016年
2016年3月24日、ポール・リカールの合同テストでTS050が一般公開された。引退したアレクサンダー・ヴルツに代わって小林可夢偉が加入し、5号車（中嶋一貴、セバスチャン・ブエミ、アンソニー・デビッドソン）と6号車（小林可夢偉、ステファン・サラザン、マイク・コンウェイ）のラインナップでWECに参戦する。
開幕戦シルバーストン6時間レースは熟成不足。第2戦スパ6時間レースでは5号車が独走するも、エンジントラブルで勝利を逃した。

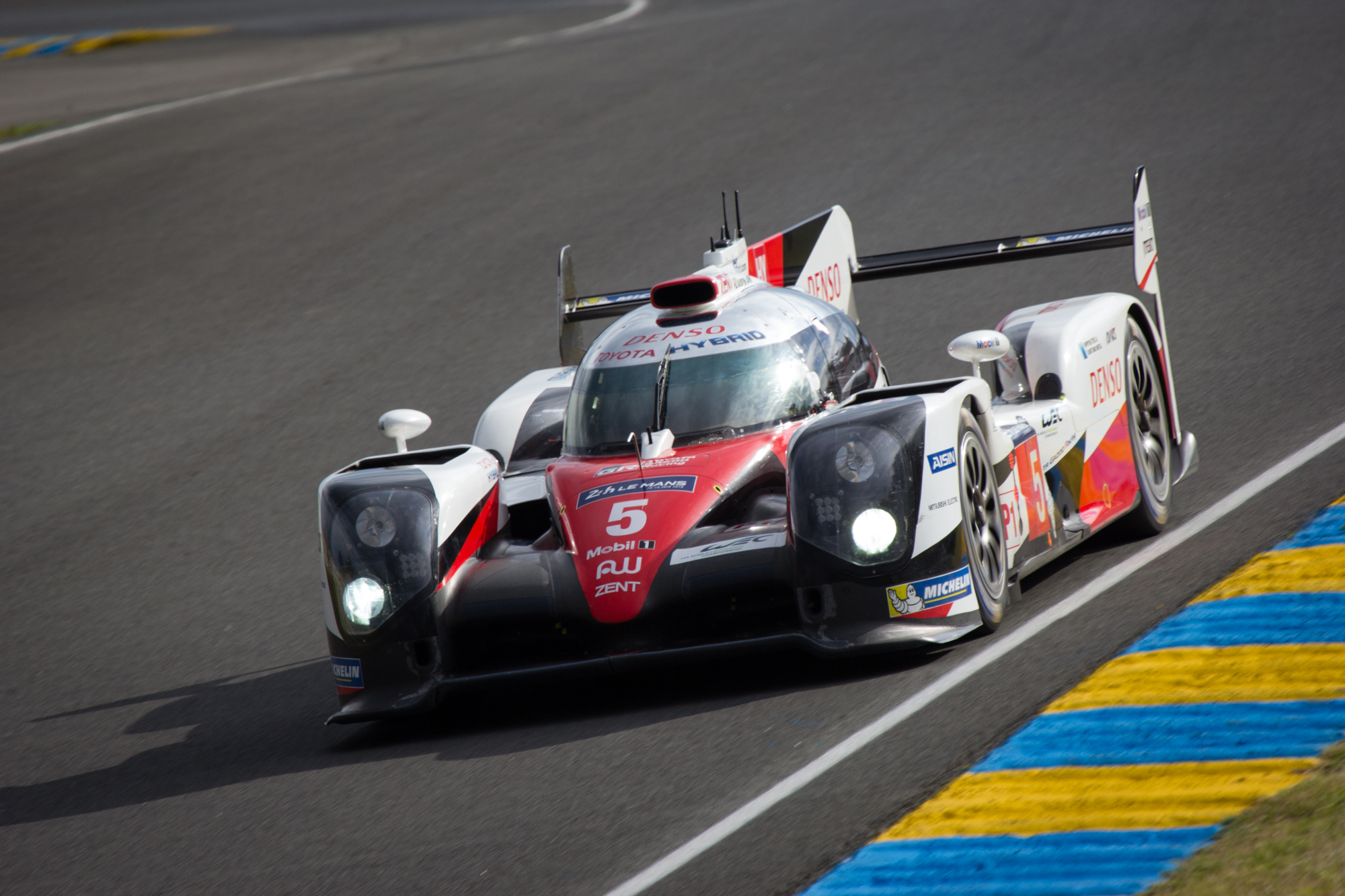
2016年のル・マン24時間レースでのTS050 HYBRID（5号車）

第3戦ル・マン24時間レースの前には「トヨタよ、敗者のままでいいのか。」というキャッチフレーズを掲げ、ル・マン初優勝に賭ける意気込みを見せた。決勝はトヨタの2台とポルシェ・919（2号車）がスプリントレース並みの接戦を続けたが、ポルシェより1周分多く周回するトヨタが、最終盤で計算上ピット一回分のマージンを稼いだ。しかし終盤、プッシュしていたトヨタ6号車の小林がスピンして脱落した。最後の30分でポルシェ2号車がピットインし、トヨタ5号車が1分半のリードを保ち栄光のチェッカーを目指したが、残り6分、5号車の中嶋から“I have no power!”と無線が入り、200 km以上の速度を出すことが出来なくなってしまった。残り4分30秒の時点でポルシェ2号車とのギャップは37.580秒に迫っており、トヨタ陣営はマシンをピットに入れるかコースに残すか迫られていた。トヨタはマシンをコースに残すことを決断し、マシンの再起動を試みた。ピット前に停車した数秒後にポルシェ2号車が通過し、トヨタ5号車は首位から脱落した。トヨタはスタート/フィニッシュラインを過ぎて、24時間が経過するまで5号車を停止させ、最終ラップを完走できるスピードでマシンを発進させた。しかし、5号車が最終ラップを完走するまでに11分53秒835を要し、これは首位が完走してから6分以内に完走しなければならない規定を上回っていたため、レースの大半をリードしたにもかかわらずポイントを獲得することは出来なかった。
優勝したポルシェを含め、WEC関係者からはトヨタに対する称賛や労いの声が寄せられた。トラブルの原因はエンジン左バンクのコンプレッサーとインタークーラーをつなぐカーボン製のパイプが脱落し、過給圧が低下したためと判明した。この部品は17,000 kmのテストをパスし、レース前に新品に交換していたにもかかわらず、問題が発生してしまった。
第7戦富士6時間レースでは、6号車の最終スティントで小林可夢偉のドライブにより、ポルシェ（1号車）、アウディ（8号車）が新品タイヤを使う中、唯一ユーズドタイヤでありながらも、迫り来るアウディ（8号車）をギリギリまで抑え、1.6秒差で6号車が今期初優勝を飾った。トヨタの優勝は、2014年の第7戦バーレーン以来のものとなった。
6号車は次戦上海6時間レースでも2位を獲得し、ポルシェ2号車とドライバーズチャンピオンを争ったが、最終戦でランキング3位に後退。マニュファクチャラー部門も3位でシーズンを終えた。

### 2017年
2017年3月31日、モンツァ・サーキットの合同テストで2017年仕様のTS050 HYBRIDが一般公開された。ドライバーは7号車にマイク・コンウェイ、小林可夢偉、新加入のホセ・マリア・ロペス、8号車にセバスチャン・ブエミ、アンソニー・デビッドソン、中嶋一貴という組み合わせでシリーズ参戦する。また、第2戦スパ・フランコルシャン6時間レースと第3戦ル・マン24時間レースには3台目として9号車を投入する。ドライバーはステファン・サラザン、国本雄資、ニコラ・ラピエール。
開幕戦シルバーストン6時間レースで7号車がTS050初のポールポジションを獲得。しかし7号車は3時間を経過した所でホセ・マリア・ロペスがクラッシュしてしまう。その後首位に躍り出た8号車が優勝した。7号車もなんとか修復し23位完走。
第2戦スパ・フランコルシャン6時間レースでは3台体制で参戦。9号車はル・マンを見据えたローダウンフォース仕様を導入した。予選では1号車のポルシェにポールを譲るも、7号車がすぐさまオーバーテイク。それに続く形で8号車もポルシェを抜き1-2体制を構築。7号車はそのまま後続を引き離す走りを見せるもフルコーションイエローの際のピットタイミングをミスし8号車に先行を許してしまう。8号車はそのまま首位をキープし開幕2連勝。7号車が2位に続き、9号車は5位で完走を果たした。
第3戦ル・マンでは練習走行、予選、決勝から優れたペースを見せ、特に予選では小林可夢偉が従来のコースレコードを2秒縮めるという成果をあげた。決勝でも前半を1-2体制で走り続けたが、8時間ほどで2位の8号車はトラブルにより長期ピットイン。1位の7号車は、10時間経過後の夜間のセーフティカー走行中にピット出口の赤信号で待機していたところ、マーシャルと同じ黒・オレンジ色のレーシングスーツを着たアルガルヴェ・プロ・レーシングの地元ドライバー、ヴァンサン・キャピレールが駆け寄ってきて親指を立ててエールを送った。しかしこれを搭乗していた小林が発進の合図と勘違いし、慌ててピットが無線で小林を制止。この結果想定していない手順で発進してしまい、クラッチを破損。しかもこのトラブルの発生は、セーフティーカー走行が終了したホームストレート上でスローダウンしたことにより発覚、結果ピットには還れずリタイアとなった。残った9号車も、オープニングラップでバイコレスが落下させたパーツで右カウルを破損したり、ドアが開いてしまうなどのトラブルに見舞われていた。それでも7号車のリタイア時にはトヨタ勢最上位となっていたものの、直後にホームストレート上でLMP2の追突を受け、右リアをバースト。ズルズルと這う様に走りながらピットへの帰還を試みたが、ピット進入口でわずかに届かずリタイアとなった。この年のル・マンは結局、先にトラブルに見舞われた8号車が最後まで生き残り、総合9位（クラス2位）で終わったが、総合3位でフィニッシュしたネルソン・ピケJr.、デイヴィッド・ハイネマイヤー・ハンソン、マティアス・ベシェがドライブを担当したLMP2クラスの13号車バイヨン・レベリオンがレース中に違反行為をしたため失格処分となり、総合8位に繰り上がった。このレース後、現地に訪れていたトヨタ自動車社長の豊田章男は、ドライバーに「思い切り走らせてあげられなくてごめん」と謝罪する声明を出す一方、チームを「クルマを速くするだけではルマンには勝てないんだ！ 我々には“強さ”がない！ 強いチームにはなれていない！」と厳しく叱責した。

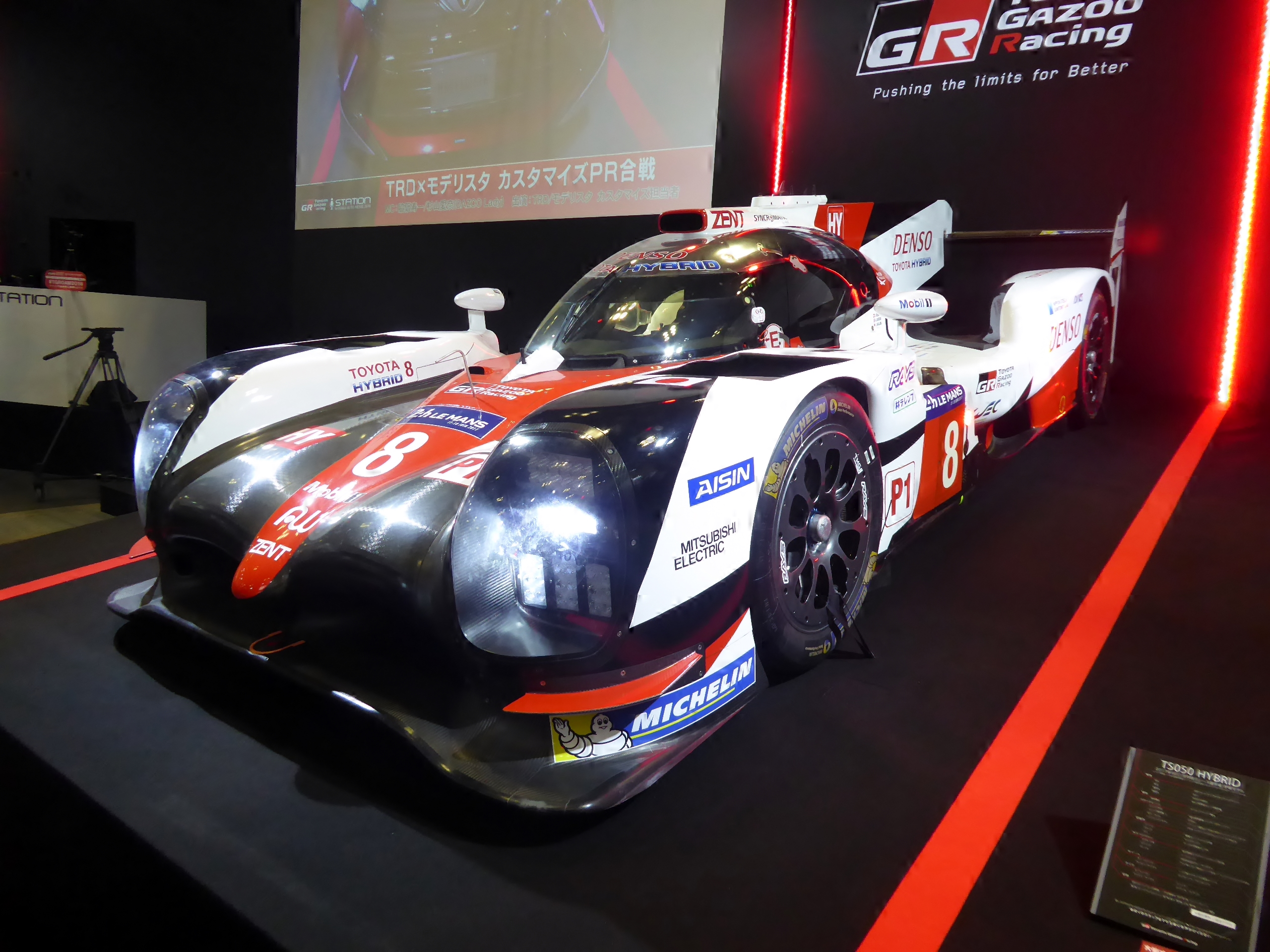
2017年のル・マン24時間レースへ参戦したTS050 HYBRID（8号車）※ショーカー

ル・マン後も、ハイダウンフォース仕様のホモロゲーションを先に取得したトヨタは、後に取得したポルシェに大幅に後れを取った。終盤のローダウンフォース向けサーキットで挽回したものの、ル・マンでの大敗の影響もあって最終戦前にポルシェにタイトルを決められてしまった。一方で勝利数ではポルシェを上回った。なおこの年のWECはポルシェのチームオーダーもあって、優勝できたのはトヨタ8号車とポルシェ2号車の2台のみであった。

### 2018-2019年
1月30日、2018-2019年シーズンを戦うドライバーが発表された。7号車は去年と同様、8号車はセバスチャン・ブエミと中嶋一貴に加え、新たにトリプル・クラウン（世界三大レース制覇）の野望を持つ元F1王者で現役ドライバーとしても活躍するフェルナンド・アロンソが加入した。アロンソはF1と重複するラウンド以外全戦に参戦する。TMGは前年のトラブルの多さ以上に、トラブルに対処できなかったことが敗因に繋がったという反省から、一輪が脱輪した状態で走る、燃料が殆ど無い状態で走るなど、様々なトラブルを想定した訓練を行った。
ノンハイブリッド車両の規則が大幅に緩和されたことでLMP1にはレベリオン・レーシングやSMPレーシングなどのプライベーターが大挙した一方、前年までの王者ポルシェが撤退したことで、ワークスチームはトヨタのみになってしまった。そのためACOはEoTを大きく変更し、シーズンを通してワークスとプライベーターの差を縮めようと様々な変更を行った。
開幕戦スパ・フランコルシャンではトヨタ2台がフロントローを占めたが、事務的な申告ミスにより7号車がピットスタート+1ラップダウンという重いペナルティが課せられた。決勝では7号車が圧倒的なペースで8号車に迫ったが、チーム内の「バトルは最終スティント前のピットインまで」という取り決めもあり、8号車が優勝を収めた。またアロンソにとってはデビューウィンとなった。

第2戦ル・マンでは、中嶋一貴が2014年以来2度目のポールポジションを獲得。決勝ではトヨタはライバルより1ラップ2秒以上速く走り、終始レースを支配した。8号車は一時7号車にトップを奪われ、ペナルティで2分以上遅れたが、その後アロンソの鬼神のような速さや黄旗のタイミングなどもあり、8号車がトップに返り咲いた。また小林がピットインし忘れてガス欠の危機に陥ったが、前述の徹底した対トラブル訓練により事なきを得た。最後は中嶋と小林がランデブー走行でチェッカーを受け、トヨタは30年越しの悲願の総合優勝を果たした。日本車としてのル・マン総合優勝はマツダ・787に次ぐ2例目、日本人は荒聖治に次ぐ3例目だが、日本車と日本人の組み合わせでの総合優勝は史上初で、日本車又は日本人の1-2フィニッシュもまた史上初となった。翌日のNHKや民放、新聞などではトップニュースに大きく取り上げられた。なおレース展開やレギュレーションの違いもあって一概に比較はできないが、8号車の記録した周回数388は、TS050が戦ってきたポルシェ・919ハイブリッドの2016年の384周、2017年の367周を凌ぐ数字であり、トヨタがトヨタ・TS010で参戦した1991年以降では2010年のアウディ・R15 TDIによる397周、2015年のポルシェ・919ハイブリッドの395周に次ぐ三番目に多い周回数である。

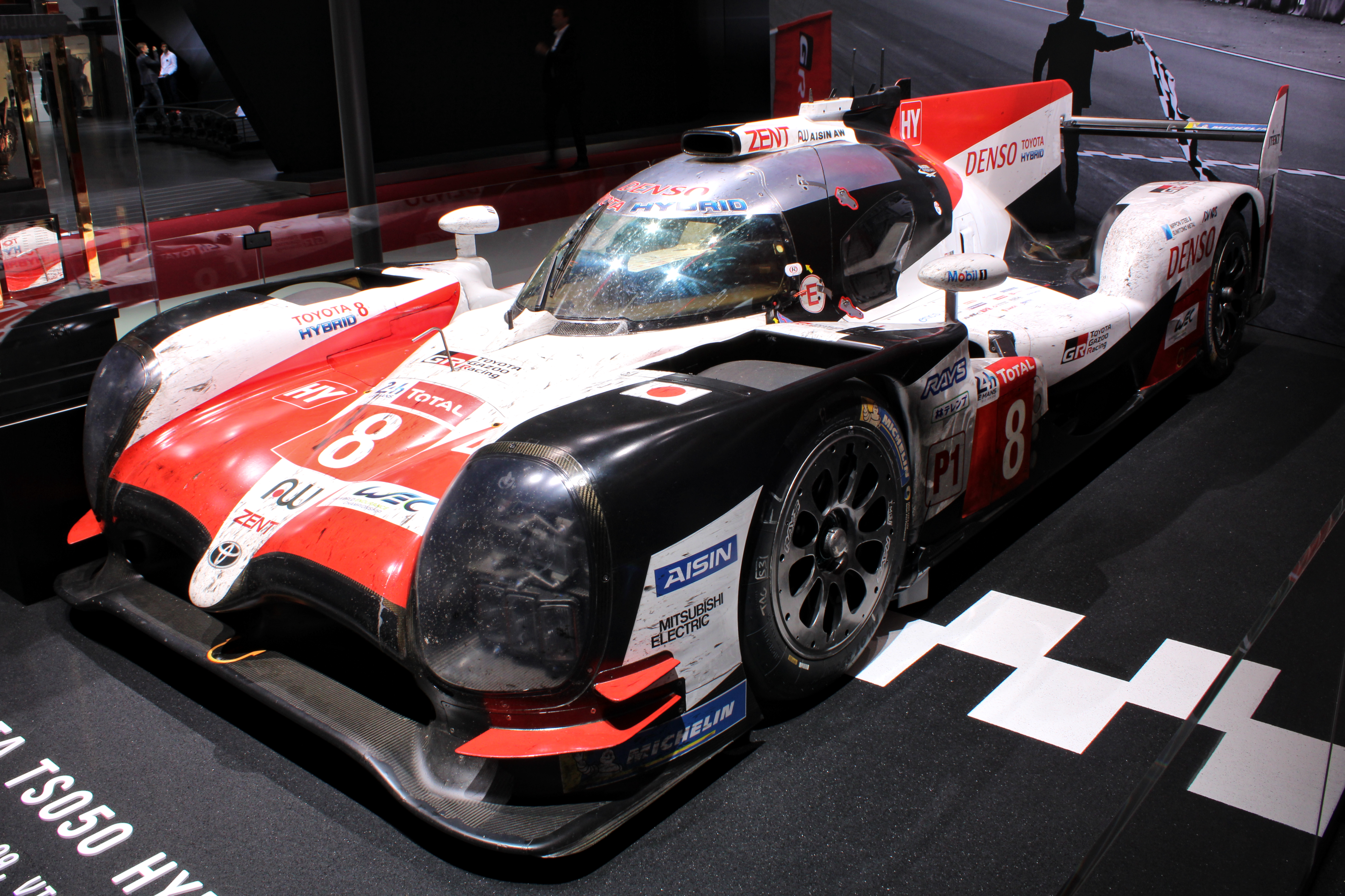
2018年のル・マン24時間レースで優勝を飾ったTS050 HYBRID（8号車）

2019年5月に行われた第7戦スパ・フランコルシャンでは7号車がポールポジションを獲得すると、決勝ではそのまま好ペースを保ち8号車を突き離していくが、セーフティーカーやフルコースイエロー、さらには天候の急激な変化によって度々レースリーダーが入れ替わる事となった。残り3時間というところでトップを走っていた7号車にハイブリッドシステムのトラブルが発生、ガレージで修復し復帰するものの、新たにトップとなった8号車には周回遅れにされてしまった。結果は8号車がトップでゴール、7号車は3周遅れの6位となった。この時点で既にランキング2位のレベリオンとの差が39ポイント以上に広がっていたため、トヨタはWECのチームタイトルを獲得した。
最終戦となる第8戦ル・マンでは、7号車がポールポジションを獲得したが、コース上でスピンしたマシンと衝突してしまい、モノコックの交換を強いられた。決勝でも7号車が終始トップを走っていたものの、残り1時間で右リヤタイヤがパンク。しかもそのタイヤ交換のためのピットインで、誤って右リヤではなく右フロントタイヤを交換するミスを犯してしまった。これはモノコック交換時の配線ミスが要因だった。そのため再度のピットインが必要となり、結果として大半のリードを築いていたにもかかわらず8号車に逆転を許してしまった。最終的に前年同様に8号車がトップでゴールし2連覇を達成、同時に同車を駆るブエミ/中嶋/アロンソ組が2018 - 2019年のシリーズチャンピオンを獲得した。これによりブエミは2回目、中嶋とアロンソは初のシリーズチャンピオンとなった。これにより全戦でトップチェッカーを達成したが、第3戦シルバーストン・サーキットではトップチェッカーを受けるも車両規定違反で2台とも失格となっている。

### 2019-2020年
2019年5月1日、トヨタは2019年の最終戦ル・マンを最後にアロンソが離脱、そして後任にポルシェのファクトリードライバーで元F1ドライバーのブレンドン・ハートレイが就くことを併せて発表した。なお、アロンソ以外のメンバーは全員残留することが決定している。メンバー編成については、7号車はそのままに、8号車はアロンソが抜けた枠にハートレイが入ることとなった。
2019年7月、カタロニア・サーキットで行われたWECのプロローグテストで、2019 - 2020シーズン用マシンが公開された。見た目の変更点としてはフロント部分に大きく手が加えられ、フロントノーズの形状変更や、サイドミラーが前輪のフェンダーに埋め込みになったほか、サイドからリヤにつながるダクトが消滅している。
第1戦シルバーストーン4時間レースは、ライバルより99kg重い車両ながら、ポールポジションからスタートした7号車がそのまま逃げ切って優勝、8号車が2位で1−2フィニッシュを決めた。
第2戦となる富士6時間レースでは、1周当たり1秒のハンディキャップを課された8号車がポールポジションでスタートし、1秒当たり1.4秒のハンディキャップを課された7号車が3番手でスタートした。最終コーナーでノンハイブリッドの1号車レベリオンをパスするが、ハンディキャップの影響でストレートで速度が伸びず、1コーナーへの進入で抜き返される、という展開が数周にわたって続いた。しかしその後、7号車の小林が1号車レベリオンを抜き2位となり、トヨタの1−2体制となった。また、途中で8号車がピットレーンでのスピード違反でドライブスルーのペナルティを受けたがトップをキープ。そのままゴールし、2012年にWEC参戦以来富士で7勝目を挙げた。
第3戦上海4時間レースでは、トヨタの2台に最大のハンディキャップが課され、ノンハイブリッド勢に挑戦することとなった。4番手からスタートした7号車は、スタート直後にレベリオン1号車をかわし、ジネッタ5号車に次ぐ3位へ順位を上げた一方、5番手からスタートした8号車は、その後4位へと浮上し、その後7号車をかわし3位についた。ただし7号車とジネッタ勢にはジャンプスタートの違反でドライブスルーのペナルティが出てしまい後退。スタートから45分が経過したところで2台がピットストップし、この際に前を行くジネッタとの差を10秒詰めた。その後ジネッタ5号車を上回るペースで周回し、8号車が40周目でレベリオン1号車にかわされるまで首位を守った。スタートから90分が経過した頃、トヨタの2台がピットインし両車ドライバーチェンジを行なった。しかし、首位で逃げるレベリオン1号車との差は30秒以上に広がっていた。そのままレベリオン1号車は着実に4時間を走り抜き優勝。8号車が2位、7号車が3位という結果で終わった。
第4戦バーレーン8時間レースは、スタート直後に最前列のレベリオン1号車とジネッタ5号車が接触、3番手でスタートしたトヨタの8号車が軽いダメージを負い、その間にアクシデントを回避した7号車が首位に立った。セーフティーカー走行からのレース再開後、8号車が3位までポジションを上げたが、ダメージを負った車両前部の交換を余儀なくされ、4位へとポジションを落とした。その後8号車はトップ3を猛追し、43周目には3位へと浮上した。2時間半が経過する頃には、7号車を追い上げていた2位のレベリオン1号車がトラブルにより5分ほどピットイン、これで8号車が2位へ上がり、トヨタが1−2体制を築いた。このまま2台はゴールし、7号車が優勝、8号車が2位を獲得した。
第5戦となるローン・スター・ル・マンでは、7号車が2番手、8号車が3番手からスタートした。2台のハンディキャップの差が大きかったこともあり、1周目で順位が入れ替わり8号車が2位へと浮上した。そのまま8号車は首位の1号車レベリオンを猛追し、その後ピットでの素早い作業が功を奏し、首位との差が20秒まで縮まった。ここで、サーキット・オブ・ジ・アメリカズで3勝の経験があるハートレイにドライバーチェンジし、首位を走るレベリオンに対しプレッシャーをかけ続けた。レースが折り返し地点を迎えて間もなく両者ドライバーチェンジを行い、そのまま8号車が2位、7号車が3位でレースを終えた。
コロナウイルスによるパンデミックで、セブリング1000マイルが中止となり、4月に予定されていたスパ・フランコルシャン6時間レースと6月のル・マン24時間レースが9月に延期された。
そんな中無観客で行われた第6戦スパ・フランコルシャン6時間レースは、ル・マン24時間レースに向けたロードラッグ仕様が投入された。好天に恵まれた前日とは一転、決勝日は激しい雨に見舞われる典型的なスパ・ウェザーとなった。レースは5周目にグリーンフラッグとなりスタート。2・3番手からスタートしたトヨタは、4輪駆動の優位性を活かしすぐにノンハイブリッド勢をパスし、8号車が首位で7号車が2位に続いて早くも1−2体制を築いた。8号車がピットインしている間に7号車が首位に立ち、このままゴール。7号車が優勝、8号車が2位に入り1−2フィニッシュを飾った。
再び無観客で行われた第7戦ル・マン24時間レースは、7号車がポールポジションを獲得。8号車は3番手からスタートした。7号車のスタートを担当したコンウェイは、3番手からスタートした8号車が2番手からスタートした1号車レベリオンとの2位争いをしている間に後続とのマージンを広げていった。8号車は1号車レベリオンをかわし2位へ浮上したが、1時間が経過したところで左リアタイヤのパンクに見舞われピットインしたため4位へ後退したものの、その後レベリオン勢をコース上で交わし2位へ復帰した。2台のバトルは、両車ドライバーチェンジをしてからも続いた。8号車がドライバーチェンジする際、ブレーキダクトの清掃のために通常のピットインに加え20秒ロス、その後も次のドライバーチェンジの際に再びブレーキダクトの清掃を行い、30秒ロスした。このため7号車が8号車に対し90秒ほどリードしたが、5時間45分が経過したとことでセーフティーカーが導入された。このタイミングで7号車がピットインを行っており、2分以上ピット出口での待機を余儀なくされたため、ここで8号車が首位に立った。7時間が経過したところで8号車がブレーキ温度上昇のトラブルに見舞われ、LMP2のアクシデントによるセーフティーカー導入のタイミングでガレージに入り、車両右前部の冷却ダクトシステムの交換を行った。そのためここで再び7号車が首位に立ち、8号車は3位でコースに復帰した。セーフティーカーにより全車スロー走行していたため、8号車のロスは1周で済み、再スタートが切られると前を行く1号車レベリオンをオーバーテイクし、再びトヨタが1−2体制を築いた。しかし12時間が経過した頃、小林がドライブしていた7号車が排気マニホールドの破損による出力低下に見舞われ修復作業に30分を要し、3位の3号車レベリオンから4周遅れの4位でコースに復帰した。
そして、2位以下に十分な差を広げた8号車がペースをコントロールしながら周回を重ねていき、最終的には差が5周まで広がった。一方の7号車はレース復帰後追い上げを図ったが、何かがヒットし車輌フロアにダメージが及んだことで空力的な性能低下が生じていた。しかし表彰台を目指し追い続け、ライバルの3号車レベリオンが残り1時間でクラッチトラブルによりガレージで修復作業に時間を要したことで3位に浮上、2位の1号車レベリオンから1周遅れでの3位表彰台を獲得した。この結果、8号車がル・マン3連覇を達成。これによりTS050で3回目のル・マン優勝となり、同時にTS050にとって最後のル・マンとなった。また、この優勝により、トヨタが本年度のチームタイトルを獲得した。
最終戦バーレーン6時間レースは、コロナウイルスにより今シーズン2度目の開催となった。この時点で、7号車と8号車のドライバーズポイントが同点となっており、このレースの勝敗でチャンピオンが決まる戦いとなった。そして2019−2020シーズンの最後のレースであり、TS050の最後のレースとなった。7号車がポールポジションを獲得、8号車が2番手についた。7号車がドライバーを交代しながら着実に後続を引き離し、対する8号車も必死に追ったが、ハンディキャップの影響で厳しい戦いとなった。レース残り2時間の時点で2台のタイム差が30秒、残り1時間の時点で1分ほど空いており、そのまま7号車がトップでフィニッシュ。これによって7号車の3人が初となるチャンピオンを獲得し、2位の8号車の3人は5ポイント差でランキング2位となった。
トヨタのLMP1クラスの活動は終了し、2021シーズンからのル・マン・ハイパーカー (LMH) 後継モデルGR010 HYBRIDに受け継がれることになった。

## スペック
詳細はトヨタモータースポーツ公式サイトを参照。

### シャシー
- 名称 TS050 HYBRID
- 参戦カテゴリー ル・マン・プロトタイプ (LMP1)
- ギヤボックス 横置き7速シーケンシャルトランスミッション (2016), 横置き6速シーケンシャルトランスミッション (2017 - 2020)

### エンジン
- パワートレイン・トヨタ・ハイブリッド・システム・レーシング(THS-R)
- エンジン・トヨタ H8909
- エンジン・バンク角 90° V6 ツインターボエンジン
- 燃料 ガソリン
- エンジン排気量 2.4 L
- バルブ数 4
- エンジン最高出力 367 kW/500 PS
- ハイブリッドパワー 前輪モーター+後輪モーター：367 kW/500 PS
- パワーユニット最高出力 735 kW/1,000 PS（エンジン+ハイブリッドモーター）
- 蓄電装置 ハイパワー型リチウムイオン電池
- 前輪ハイブリッド・モーター&インバータ （アイシンAW（現:アイシン）製）
- 後輪ハイブリッド・モーター&インバータ （デンソー製）
- 後エンジン・モーター総合最大出力 735 kW/1,000 PS

### ブレーキ
- モノブロック軽合金キャリパー (曙ブレーキ製)
- ベンチレーテッド・カーボンディスク

## 戦績
| 年      | チーム                     | クラス | No. | ドライバー               | Rds.     | 1      | 2       | 3       | 4     | 5       | 6     | 7     | 8     | 9     | Pts.  | Pos. |
| ------- | -------------------------- | ------ | --- | ------------------------ | -------- | ------ | ------- | ------- | ----- | ------- | ----- | ----- | ----- | ----- | ----- | ---- |
| 2016    | トヨタ・ガズー・レーシング | LMP1-H | 5   | セバスチャン・ブエミ     | All      | SIL 16 | SPA 17  | LMS NC  | NÜR 5 | MEX Ret | COA 5 | FUJ 4 | SHA 3 | BHR 4 | 229   | 3位  |
| 2016    | トヨタ・ガズー・レーシング | LMP1-H | 5   | 中嶋一貴                 | All      | SIL 16 | SPA 17  | LMS NC  | NÜR 5 | MEX Ret | COA 5 | FUJ 4 | SHA 3 | BHR 4 | 229   | 3位  |
| 2016    | トヨタ・ガズー・レーシング | LMP1-H | 5   | アンソニー・デビッドソン | All      | SIL 16 | SPA 17  | LMS NC  | NÜR 5 | MEX Ret | COA 5 | FUJ 4 | SHA 3 | BHR 4 | 229   | 3位  |
| 2016    | トヨタ・ガズー・レーシング | LMP1-H | 6   | マイク・コンウェイ       | All      | SIL 2  | SPA Ret | LMS 2   | NÜR 6 | MEX 3   | COA 3 | FUJ 1 | SHA 2 | BHR 5 | 229   | 3位  |
| 2016    | トヨタ・ガズー・レーシング | LMP1-H | 6   | ステファン・サラザン     | All      | SIL 2  | SPA Ret | LMS 2   | NÜR 6 | MEX 3   | COA 3 | FUJ 1 | SHA 2 | BHR 5 | 229   | 3位  |
| 2016    | トヨタ・ガズー・レーシング | LMP1-H | 6   | 小林可夢偉               | All      | SIL 2  | SPA Ret | LMS 2   | NÜR 6 | MEX 3   | COA 3 | FUJ 1 | SHA 2 | BHR 5 | 229   | 3位  |
| 2017    | トヨタ・ガズー・レーシング | LMP1   | 7   | マイク・コンウェイ       | All      | SIL 23 | SPA 2   | LMS Ret | NÜR 3 | MEX 4   | COA 4 | FUJ 2 | SHA 4 | BHR 4 | 286.5 | 2位  |
| 2017    | トヨタ・ガズー・レーシング | LMP1   | 7   | 小林可夢偉               | All      | SIL 23 | SPA 2   | LMS Ret | NÜR 3 | MEX 4   | COA 4 | FUJ 2 | SHA 4 | BHR 4 | 286.5 | 2位  |
| 2017    | トヨタ・ガズー・レーシング | LMP1   | 7   | ホセ・マリア・ロペス     | 1, 4-9   | SIL 23 | SPA 2   | LMS Ret | NÜR 3 | MEX 4   | COA 4 | FUJ 2 | SHA 4 | BHR 4 | 286.5 | 2位  |
| 2017    | トヨタ・ガズー・レーシング | LMP1   | 7   | ステファン・サラザン     | 3        | SIL 23 | SPA 2   | LMS Ret | NÜR 3 | MEX 4   | COA 4 | FUJ 2 | SHA 4 | BHR 4 | 286.5 | 2位  |
| 2017    | トヨタ・ガズー・レーシング | LMP1   | 8   | セバスチャン・ブエミ     | All      | SIL 1  | SPA 1   | LMS 8   | NÜR 4 | MEX 3   | COA 3 | FUJ 1 | SHA 1 | BHR 1 | 286.5 | 2位  |
| 2017    | トヨタ・ガズー・レーシング | LMP1   | 8   | 中嶋一貴                 | All      | SIL 1  | SPA 1   | LMS 8   | NÜR 4 | MEX 3   | COA 3 | FUJ 1 | SHA 1 | BHR 1 | 286.5 | 2位  |
| 2017    | トヨタ・ガズー・レーシング | LMP1   | 8   | アンソニー・デビッドソン | 1-5, 7-9 | SIL 1  | SPA 1   | LMS 8   | NÜR 4 | MEX 3   | COA 3 | FUJ 1 | SHA 1 | BHR 1 | 286.5 | 2位  |
| 2017    | トヨタ・ガズー・レーシング | LMP1   | 8   | ステファン・サラザン     | 6        | SIL 1  | SPA 1   | LMS 8   | NÜR 4 | MEX 3   | COA 3 | FUJ 1 | SHA 1 | BHR 1 | 286.5 | 2位  |
| 2017    | トヨタ・ガズー・レーシング | LMP1   | 9   | ニコラ・ラピエール       | 2-3      | SIL    | SPA 5   | LMS Ret | NÜR   | MEX     | COA   | FUJ   | SHA   | BHR   | 286.5 | 2位  |
| 2017    | トヨタ・ガズー・レーシング | LMP1   | 9   | 国本雄資                 | 2-3      | SIL    | SPA 5   | LMS Ret | NÜR   | MEX     | COA   | FUJ   | SHA   | BHR   | 286.5 | 2位  |
| 2017    | トヨタ・ガズー・レーシング | LMP1   | 9   | ステファン・サラザン     | 2        | SIL    | SPA 5   | LMS Ret | NÜR   | MEX     | COA   | FUJ   | SHA   | BHR   | 286.5 | 2位  |
| 2017    | トヨタ・ガズー・レーシング | LMP1   | 9   | ホセ・マリア・ロペス     | 3        | SIL    | SPA 5   | LMS Ret | NÜR   | MEX     | COA   | FUJ   | SHA   | BHR   | 286.5 | 2位  |
| 2018-19 | トヨタ・ガズー・レーシング | LMP1   | 7   | マイク・コンウェイ       | All      | SPA 2  | LMS 2   | SIL DSQ | FUJ 1 | SHA 1   | SEB 2 | SPA 6 | LMS 2 |       | 216   | 1位  |
| 2018-19 | トヨタ・ガズー・レーシング | LMP1   | 7   | 小林可夢偉               | All      | SPA 2  | LMS 2   | SIL DSQ | FUJ 1 | SHA 1   | SEB 2 | SPA 6 | LMS 2 |       | 216   | 1位  |
| 2018-19 | トヨタ・ガズー・レーシング | LMP1   | 7   | ホセ・マリア・ロペス     | All      | SPA 2  | LMS 2   | SIL DSQ | FUJ 1 | SHA 1   | SEB 2 | SPA 6 | LMS 2 |       | 216   | 1位  |
| 2018-19 | トヨタ・ガズー・レーシング | LMP1   | 8   | セバスチャン・ブエミ     | All      | SPA 1  | LMS 1   | SIL DSQ | FUJ 2 | SHA 2   | SEB 1 | SPA 1 | LMS 1 |       | 216   | 1位  |
| 2018-19 | トヨタ・ガズー・レーシング | LMP1   | 8   | 中嶋一貴                 | All      | SPA 1  | LMS 1   | SIL DSQ | FUJ 2 | SHA 2   | SEB 1 | SPA 1 | LMS 1 |       | 216   | 1位  |
| 2018-19 | トヨタ・ガズー・レーシング | LMP1   | 8   | フェルナンド・アロンソ   | All      | SPA 1  | LMS 1   | SIL DSQ | FUJ 2 | SHA 2   | SEB 1 | SPA 1 | LMS 1 |       | 216   | 1位  |
| 2019-20 | トヨタ・ガズー・レーシング | LMP1   | 7   | マイク・コンウェイ       | All      | SIL 1  | FUJ 2   | SHA 3   | BHR 1 | COA 3   | SPA 1 | LMS 3 | BHR 1 |       | 241   | 1位  |
| 2019-20 | トヨタ・ガズー・レーシング | LMP1   | 7   | 小林可夢偉               | All      | SIL 1  | FUJ 2   | SHA 3   | BHR 1 | COA 3   | SPA 1 | LMS 3 | BHR 1 |       | 241   | 1位  |
| 2019-20 | トヨタ・ガズー・レーシング | LMP1   | 7   | ホセ・マリア・ロペス     | All      | SIL 1  | FUJ 2   | SHA 3   | BHR 1 | COA 3   | SPA 1 | LMS 3 | BHR 1 |       | 241   | 1位  |
| 2019-20 | トヨタ・ガズー・レーシング | LMP1   | 8   | セバスチャン・ブエミ     | All      | SIL 2  | FUJ 1   | SHA 2   | BHR 2 | COA 2   | SPA 2 | LMS 1 | BHR 2 |       | 241   | 1位  |
| 2019-20 | トヨタ・ガズー・レーシング | LMP1   | 8   | 中嶋一貴                 | All      | SIL 2  | FUJ 1   | SHA 2   | BHR 2 | COA 2   | SPA 2 | LMS 1 | BHR 2 |       | 241   | 1位  |
| 2019-20 | トヨタ・ガズー・レーシング | LMP1   | 8   | ブレンドン・ハートレイ   | All      | SIL 2  | FUJ 1   | SHA 2   | BHR 2 | COA 2   | SPA 2 | LMS 1 | BHR 2 |       | 241   | 1位  |

- 太字はポールポジション

## GRスーパースポーツ

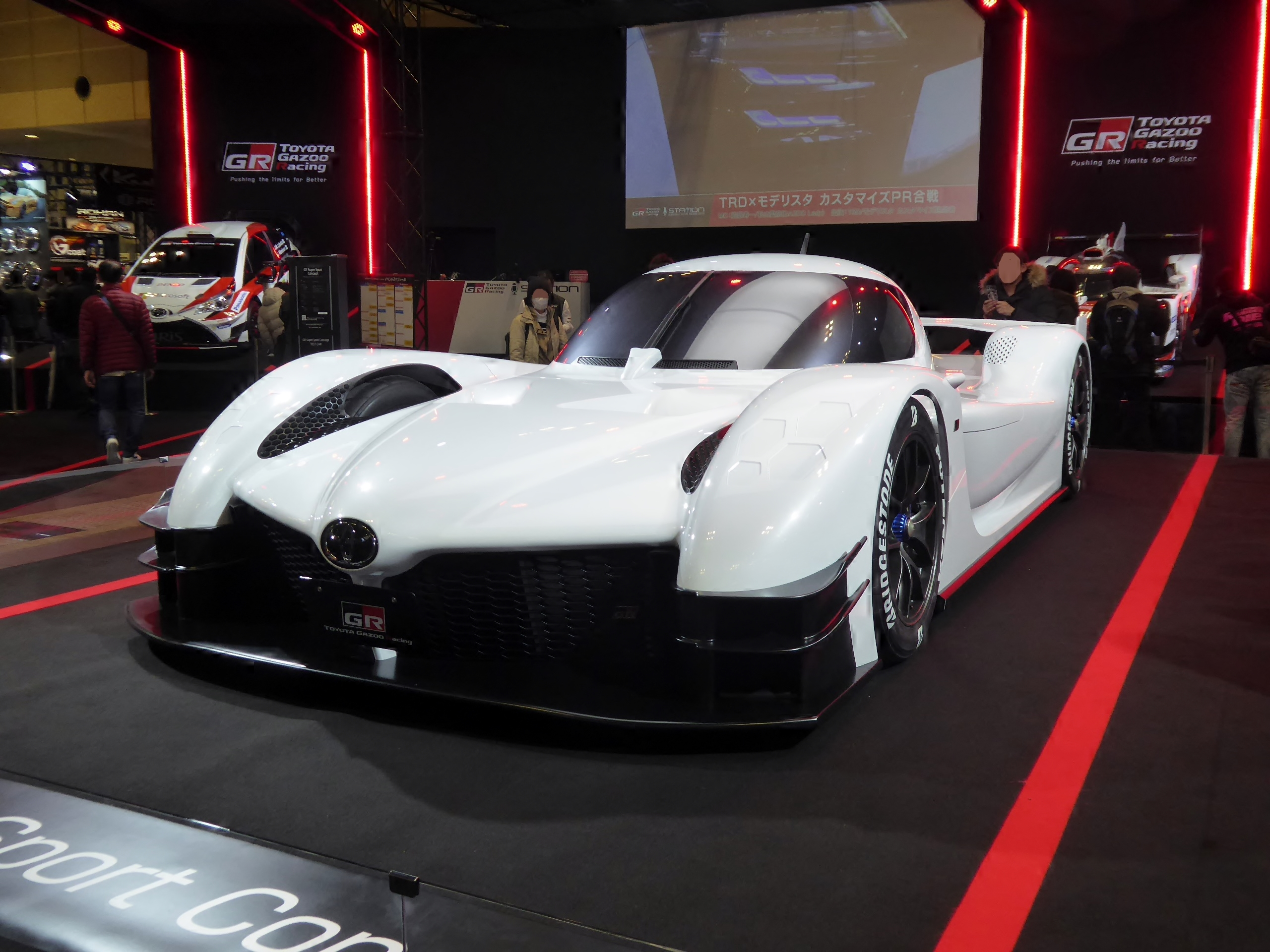
GRスーパースポーツコンセプト

トヨタでは2018年の東京オートサロンにて、TS050と主要パーツをほぼ同じくするハイパーカーのコンセプトカーとして「GRスーパースポーツコンセプト」を発表している。同年のル・マンにおいて改めてお披露目が行われたほか、市販化に向けた開発に着手したことも明らかにされた。具体的な販売時期や価格等は未定だが、メディアでは「2021年頃に販売開始、価格は1台1億円を超える」と予想されている。仮にこの価格が実現すると、過去のトヨタ車で最高価格だったレクサス・LFA（約3,750万円）を大きく上回り、トヨタ史上最高額となる。
なお、GR010 HYBRIDはル・マン・ハイパーカー (LMH) 規定に基づき開発されたTS050の後継のプロトタイプであり、市販車であるGRスーパースポーツをベースに設計された訳ではない。チーム代表の村田久武は「GR010と市販車両はTS050という親から生まれた兄弟のような関係」としている。
2021年8月、トヨタからの公式発表は無いが、富士スピードウェイで行われたテストにおいて、GRスーパースポーツのテスト車両が炎上し深刻な被害を受けたことが原因で、GRスーパースポーツの開発および市販計画は中止になったと報じられた。